# Angitula nigripes
Angitula nigripes är en tvåvingeart som beskrevs av Steyskal 1950. Angitula nigripes ingår i släktet Angitula och familjen bredmunsflugor. Inga underarter finns listade i Catalogue of Life.